# 内藤政民
内藤 政民（ないとう まさたみ）は、江戸時代後期の大名。陸奥国湯長谷藩10代藩主。官位は従五位下・因幡守。

## 略歴
文化3年（1806年）、出羽国庄内藩主・酒井忠徳の五男として誕生。9代藩主・内藤政環の養子となり、文政7年（1824年）8月23日に政環が隠居したため跡を継いだ。同時に叙任している。
湯長谷藩の歴代藩主の中では学問好きの藩主だったらしく、藩校・致道館の創設に尽力し、自ら四書五経を講じて、藩士子弟の教育に努めたといわれている。
安政2年（1855年）9月13日に死去した。享年50。

## 系譜
父母
- 酒井忠徳（実父）
- 内藤政環（養父）

正室
- 朔 ー 内藤政環の養女、水野忠光の娘

子女
- 内藤政恒正室
- 作（次女） ー 水野勝知正室、内藤政恒の養女
- 朽木率綱正室

養子
- 内藤政恒 ー 松平光庸の三男